# FC Ufa
FC Ufa (în rusă ФК «Уфа», în  bașchiră: Өфө, Öfö) este un  club de fotbal rus cu sediul în Ufa, care joacă în prezent în Prima Ligă Rusă.

## Istorie
În vara anului 2010, Rustem Khamitov, cel de-al doilea președinte al Republicii Bașkortostan, a început să ia în considerare îngiințarea unui club de fotbal bașchir cu intenția de a reprezenta orașul Ufa și, de asemenea, Republica Bașchiria în Prima Ligă din Rusia.
Pe 23 decembrie 2010, FC Ufa a fost formată prin fuziunea echipelor FC Bashinformsvyaz-Dinamo Ufa, fiind acceptată în sistemul Ligii Profesioniste de Fotbal din Rusia în cel de-al treilea eșalon. Antrenor a fost numit dublul câștigător al Premier League, Andrei Kancelskis, care a fost însărcinat promovarea echipei în  prima divizie.

### Promovarea
Debutul lui Ufa în al doilea eșalon rus a fost un succes, cele 48 de puncte permițându-i să termine sezonul pe poziția a șasea, la doar patru puncte distanță de ultimul loc care ducea în playoff.
În următorul sezon Ufa a obținut rezultate mai bune decât în sezonul precedent, obținând poziția a patra, permițându-i astfel să ajungă în playofful pentru promovare împotriva celor de la Tom Tomsk, care a terminat campania lor în Prima Ligă Rusă pe locul al treisprezecelea.
Pe 18 mai 2014, Ufa a jucat cu Tom Tomsk pe stadionul Dinamo pentru prima manșă a playoffului și, în ciuda diferenței mari față de jocul celor două echipe, Ufa reușit să o învingă pe Tom cu 5-1, iar căpitanul clubului, Dmitri Golubov, a marcat toate cele cinci goluri. Returul s-a jucat patru zile mai târziu în Tomsk și, în ciuda înfrângerii cu 3-1, Ufa a reușit să promoveze după doar trei sezoane de la înființare, fiind echipa care a marcat cele mai multe goluri în cele două manșe.

## Lotul actual
Începând cu data de 4 aprilie 2016.
| Nr. |                       | Poziție | Jucător              |
| --- | --------------------- | ------- | -------------------- |
| 2   | Rusia                 | F       | Oleksandr Filin      |
| 3   | Rusia                 | F       | Pavel Alikin         |
| 4   | Rusia                 | F       | Aleksei Nikitin      |
| 7   | Rusia                 | F       | Yevgeni Osipov       |
| 8   | Rusia                 | M       | Semyon Fomin         |
| 9   | Bosnia și Herțegovina | A       | Haris Handžić        |
| 10  | Brazilia              | M       | Marcinho             |
| 11  | Brazilia              | A       | Diego Carlos         |
| 13  | Rusia                 | M       | Azamat Zaseyev       |
| 17  | Ucraina               | M       | Oleksandr Zinchenko  |
| 19  | Croația               | M       | Ivan Paurević        |
| 20  | Rusia                 | F       | Denis Tumasyan       |
| 31  | Rusia                 | M       | Dmitri Sysuyev       |
| 33  | Rusia                 | F       | Aleksandr Sukhov     |
| 34  | Rusia                 | F       | Aleksandr Katsalapov |

| Nr. |         | Poziție | Jucător             |
| --- | ------- | ------- | ------------------- |
| 39  | Rusia   | M       | Dmitry Stotsky      |
| 42  | Rusia   | P       | Sergei Narubin      |
| 44  | Nigeria | A       | Sylvester Igboun    |
| 60  | Rusia   | M       | Vladimir Zubarev    |
| 70  | Rusia   | M       | Nikolai Safronidi   |
| 71  | Rusia   | P       | Andrey Lunyov       |
| 87  | Rusia   | M       | Igor Bezdenezhnykh  |
| 88  | Rusia   | P       | Giorgi Shelia       |
| 93  | Rusia   | A       | Vyacheslav Krotov   |
|     | Rusia   | P       | David Yurchenko     |
|     | Rusia   | M       | Nikita Bezlikhotnov |
|     | Rusia   | M       | Anton Kilin         |
|     | Rusia   | M       | Maksim Semakin      |
|     | Rusia   | A       | Aleksandr Vasilyev  |

## Echipament
| Perioada    | Producător | Sponsor         |
| ----------- | ---------- | --------------- |
| 2010 – 2012 | Puma       | Bashinformsvyaz |
| 2012 –      | Joma       | Bashinformsvyaz |